# نظام تشغيل مضمن

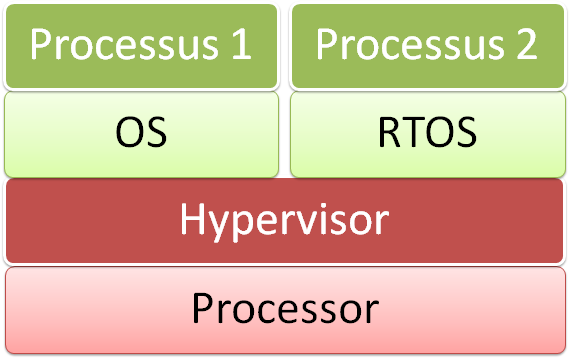
نظامين تشغيل مختلفين تماماعلى معالج واحد.

نظام التشغيل المدمج (المضمن) هو نظام تشغيل لأنظمة الكمبيوتر المضمنة.
- تصمم أنظمة التشغيل بحيث تكون مضغوطة وذات كفاءة عالية عند استخدام الموارد وكذلك ملائمة لتنفيذ العديد من العمليات التي لا توفرها أنظمة تشغيل الكمبيوتر غير المدمجة، والتي لا يمكن استخدامها بواسطة التطبييقات المخصصة لذلك.
- يشار لهم في الآونة الأخيرة بأنظمة تشغيل الوقت الحقيقى، والاختصار (RTOS) يستخدم كمرادف لنظام التشغيل المدمج.
- عادة، الأجهزة التي تعمل بنظام التشغيل المدمج محدودة جدا مثل ذاكرة الوصول العشوائى وذاكرة القراءة فقط وبالتالى تستخدم الأجهزة ذات نظام مدمج في عمليات خاصة جدا، وهذا يعنى أنه بسبب الموارد المتاحة (قليلة إذا قورنت بأنظمة التشغيل غير المدمجة) فإن هذه الأنظمة أنشأت للقيام بمهام وتطلعات خاصة.
- وللحصول على مميزات الطاقة المجهزة عموما أو خصوصا في وحدة المعالجة المركزية، يقوم مخترعوا النظام بكتابتهم بلغة التجميع (assembly).
- تضغط لغة الآلة ذات الكفاءة العالية الإمكانية على شكل مصطلحات من السرعة والحتمية، وهذا يعنى تعظيم استجابة نظام التشغيل. وبالرغم من ذلك، فإنها ليست قاعدة مطلقة بأن تكتب أنظمة التشغيل المدمجة بلغة التجميع، حيث يكتب الكثير منهم بلغات برمجية أخرى مثل لغة C.
- يوجد اختلاف هام بين معظم أنظمة التشغيل المدمجة وأنظمة تشغيل سطح المكتب، حيث أن التطبيق الذي يشمل نظام التشغيل عادة يتصل مع بعضه البعض داخل صورة منفردة قابلة للتنفيذ.
- على عكس أنظمة تشغيل سطح المكتب، فإن نظام التشغيل المدمج لا يقوم بتحميل وتنفيذ البرامج.وهذ يعنى بأن النظام قادرعلى تشغيل تطبيق واحد فقط.